# Urophyllum umbellulatum
Urophyllum umbellulatum är en måreväxtart som beskrevs av Friedrich Anton Wilhelm Miquel. Urophyllum umbellulatum ingår i släktet Urophyllum och familjen måreväxter. Inga underarter finns listade i Catalogue of Life.